# Romanivska Buda, Koriukivka
Romanivska Buda (în ucraineană Червона Буда) este un sat în comuna Ohramievîci din raionul Koriukivka, regiunea Cernihiv, Ucraina.

## Demografie
Componența lingvistică a localității Romanivska Buda
     Ucraineană (98,85%)
     Rusă (1,15%)
Conform recensământului din 2001, majoritatea populației localității Romanivska Buda era vorbitoare de ucraineană (98,85%), existând în minoritate și vorbitori de rusă (1,15%).